# Macrodorcas dierli
Macrodorcas dierli là một loài bọ cánh cứng trong họ Lucanidae. Loài này được Endrodi mô tả khoa học năm 1968.